# Санті Гуччі
Санті Гуччі Фіорентіно (італ. Santi Gucci Fiorentino; пр.1530, Флоренція — пр.1600, Ксьонж Вельки, Річ Посполита) — польський та італійський архітектор та скульптор, перебував на службі в польських королів. Придворний художник Стефана Баторія та Анни Ягеллонки, Сигізмунда II Августа та Генріха III Валуа. Працював також для багатих магнатських родин, в тому числі Мишковських та Фірлеїв.

## Біографія
Санті народився у Флоренції в сім'ї з давніми художніми традиціями. Навчався у свого батька Каччо Бандінеллі (реставратор Флорентійського собору). Його брат Франческо Камільяні був художником.
Гуччі почав працювати за своєю професією в Італії в віці 17 років. Його стиль зазнав впливу італійських та нідерландських традицій. Гуччі прибув до Речі Посполитої в 1560-х роках.
На початку своєї діяльності в Польщі займався скульптурним дизайном, зокрема працював над оздобленням даху елементами декору для Сукенніц у Кракові. Як і більшість його італійських колег-скульпторів, які працювали у Польщі в XVI столітті (Бартоломео Берреччі, Джованні Марія Падовано), Гуччі виконував свої твори разом з великою групою колег.
У 1558 році Санті працював над Неполомицьким замком.
1575 року Гуччі вже згадується як королівський будівельник, одружений з Катериною Гурською. Титул придворного художника отримав при королі Стефану Баторії — Санті керував відновленням королівського замку Лобзуві.
У 1565—1585 роках він працював в замку в Яновці, у 1591 році — у Варшаві, де він перебував на службі в коронного канцлера Яна Замойського. Гуччі був автором проекту замку Лещинських в Барануві Сандомирському.
У 1594—1595 роках майстер працював на замовлення королеви Анни над одним з найбільших його творів — надгробком до могили Стефана Баторія в каплиці Вавельського собору.
Санті керував будівельними роботами в Пінчуві, а саме будівництвом замку, каплиці та лазні, на замовлення родини Мишковських.
Після смерті Санті деякі його учні продовжили справу наставника, наслідуючи неповторний стиль Гуччівського маньєризму.

## Найважливіші роботи

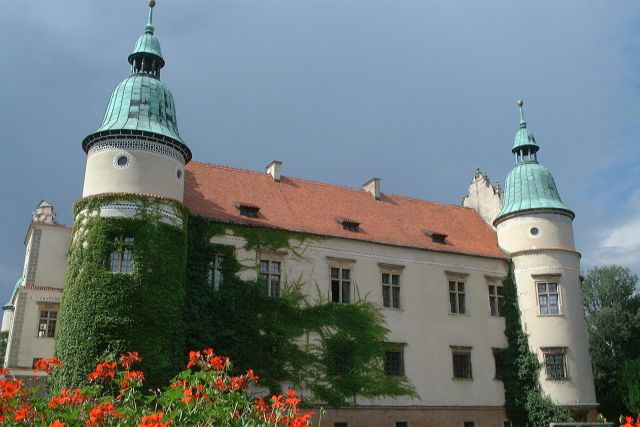
Замок Лещинських у Баранові Сандомирському, збудований за проектом Гуччі

### Архітектура
- Будинок на вулиці Канонічній, 21 у Кракові (1582-1592) — багатоквартирний житловий будинок з внутрішнім двором. Оздоблення аркадами надає будівлі вигляду невеликого палацу.
- Королівська резиденція Стефана Баторія в Лобзові (1585-1587), напівоборонна споруда з аркадним двором.
- Каплиця Мишковських при Домініканському костелі Кракова.
- Замок у Пінчеві (після 1586 — до 1600).
- Замок Лещинських у Баранові Сандомирському (1591-1606).
- Палац Мишковських (1585-1595).
- Каплиця Святої Анни в Пінчуві (1600).

### Надгробки

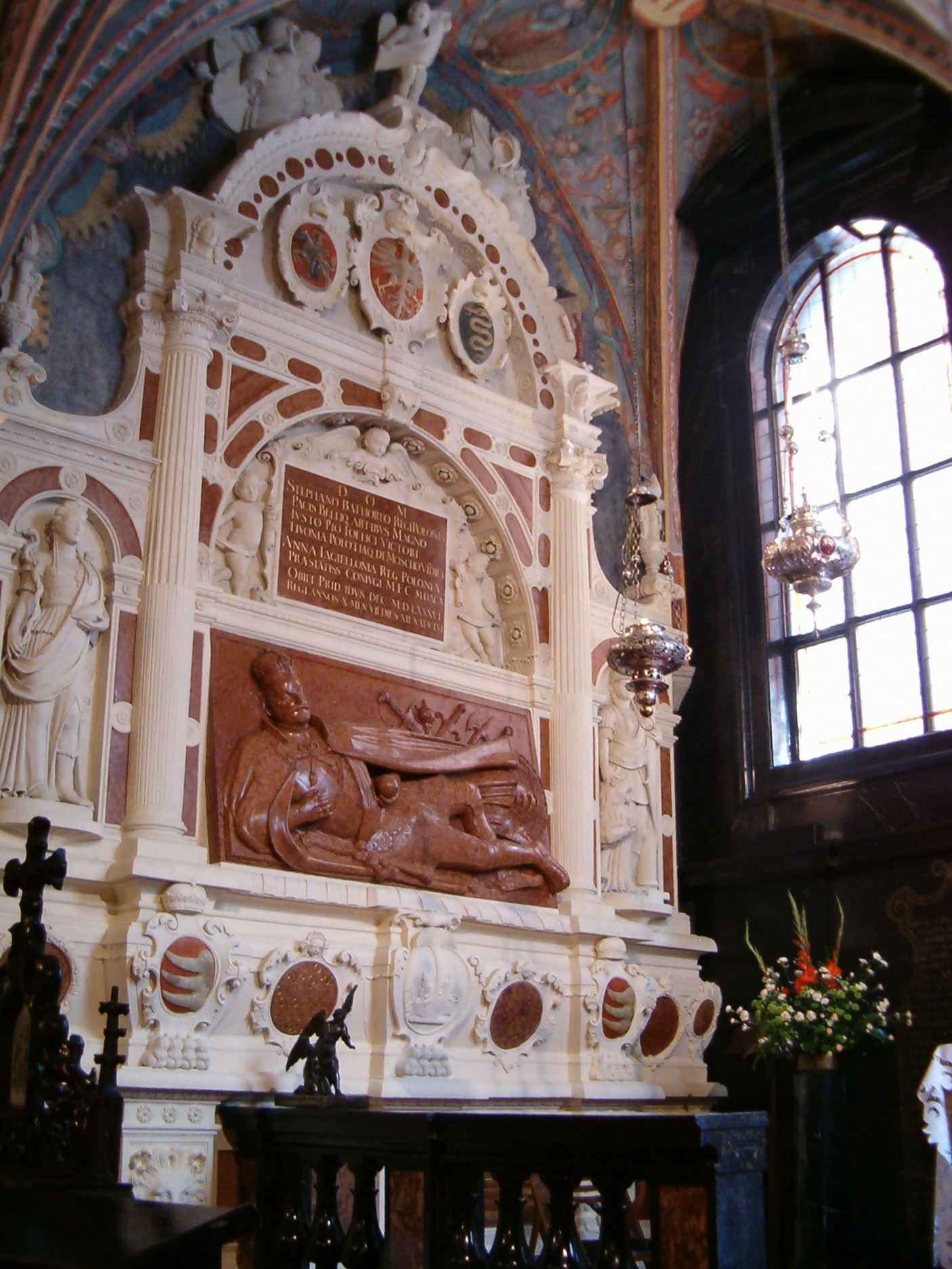
Надгробок Стефана Баторія в Маріацькій каплиці при Вавельській катедрі

- Надгробок Родини Кшиських: Анни, Павла та Войцеха в Дробіні (1572-1576).
- Надгробок Сигізмунда II Августа в каплиці Сигізмунда при Вавельській катедрі (1574—1575).
- Пам'ятник королеви Анни в каплиці Сигізмунда при Вавельській катедрі (1574-1575).
- Надгробок Анджея та Барбари Фірлеїв у Яновіце (1588-1587)[2].
- Надгробок Стефана Баторія в Маріацькій каплиці при Вавельській катедрі (1594-1595).
- Надгробок родини Браницьких: Гжегожа та Катерини в церкві десяти тисяч мучеників в м. Неполомиці (пр. 1596).
- Надгробок Арнульфа та Станіслава Уханських в костелі Внебовзяття Богородиці в Ухане, (пр.1590).
- Двоярусний надгробок з сірого мармуру Іоана Гербурта та Катерини Дрогойовської з костелу в с. Скелівка (1580-ті) — наразі зберігається в Олеському замку[3].